# Medaille für das Gefecht bei Eckernförde

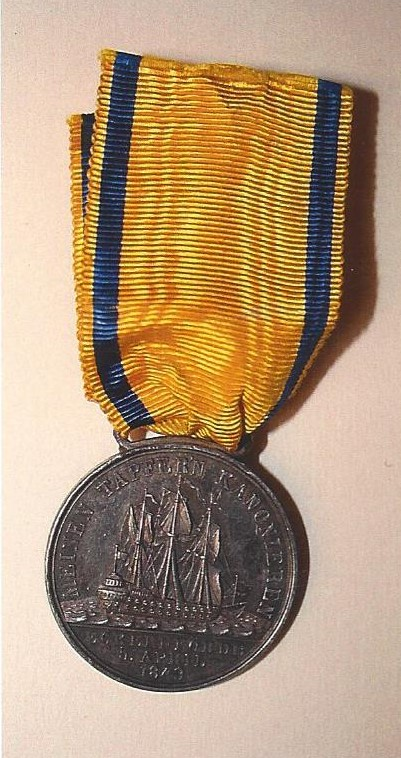
Medaille für das Gefecht bei Eckernförde (Revers)

Die Medaille für das Gefecht bei Eckernförde wurde am 24. Juli 1849 durch Herzog Adolph von Nassau gestiftet und am folgenden Tag Soldaten des nassauischen Truppenkontingents verliehen, die im Rahmen der Auseinandersetzung zwischen Dänemark und dem Deutschen Bund um die Herzogtümer Schleswig und Holstein an dem Feldzug teilgenommen hatten. 126 Exemplare wurden ausgegeben.
Unter dem maßgeblichen Anteil der nassauischen Artillerie, die aus einer Batterie mit sechs Geschützen bestand, konnten bei dem Strandgefecht von Eckernförde am 5. April 1849, das dänische Linienschiff Christian VIII. und die Segelfregatte Gefion manövrierunfähig geschossen werden. Beide Schiffe mussten sich ergeben, wobei die Christian VIII. wenig später explodierte und die Gefion gekapert wurde. Die nassauischen Truppen hatten keine Verluste zu beklagen.

## Aussehen und Trageweise
Die aus Silber gefertigte runde Medaille zeigt das nach rechts gewendete Bildnis des Stifters mit der Umschrift ADOLPH HERZOG ZU NASSAU. Auf der Rückseite ist eine auf dem Wasser schwimmende Segelfregatte zu sehen. Umlaufende MEINEN TAPFER’N KANONIEREN und unter der Darstellung des Schiffes die dreizeilige Inschrift ECKERNFÖRDE 5. APRIL 1849.
Getragen wurde die Auszeichnung an einem dunkelblauen Band auf der linken Brustseite.